# Севгин Шукри
Севгин Назъм Шукри е български политик от ДПС. От 2018 г. е кмет на Лозница, издигнат от ДПС.

## Биография
Севгин Шукри е роден на 18 юни 1980 г. в село Бели Лом (област Разград), Народна република България. Завършва химични технологии в Технологичния колеж към Русенския университет в Разград.

### Политическа дейност
Три мандата е бил общински председател на младежко ДПС в Лозница и един мандат като областен председател на младежите в област Разград. През март 2016 г. е избран за областен председател на ДПС – Разград.
През 2018 г. в община Лозница се състоят частични местни избори, поради отстраняването на тогавашния кмет Айхан Хашимов заради влязла в сила присъда срещу него за длъжностно престъпление. На частичните местни избори през 2017 г. Севгин Шукри е избран от първи тур за кмет на община Лозница, издигнат от ДПС. На проведения първи тур той получава 2623 гласа (или 57,79%), втори след него е Ниязи Ниязиев от ГЕРБ с 1629 гласа (или 35,89%).
На местните избори през 2019 г. е избран от първи тур за кмет на община Лозница, издигнат от ДПС. На проведения първи тур той получава 2939 гласа (или 58,12%), втори след него е Айдън Шабанов от ГЕРБ с 1572 гласа (или 31,09%).